# Almasty
L'almasty, également appelé kaptar, est un cryptide qui habiterait la chaîne montagneuse du Caucase,  et qui aurait l'apparence d'un grand humanoïde velu. Les noms utilisés dans les langues du Caucase pour le désigner signifieraient le plus souvent « homme sauvage », ce qui est source de controverse. La plupart des témoignages datent du XXe siècle, et peu ont été enregistrés ces dernières années.
Bien que de nombreux cultivateurs et bergers locaux aient témoigné de sa présence, aucun almasty (vivant ou mort) n'a pu faire l'objet d'observations scientifiques. Sur la base de ces témoignages, certains auteurs le considèrent comme un homme de Néandertal qui aurait survécu jusqu'à aujourd'hui dans les régions reculées des hautes montagnes du Caucase. Pour Yves Coppens, ce n'est pas une hypothèse scientifiquement défendable, les témoignages recueillis orientent plutôt vers un grand primate que vers un humanoïde.
Faute de preuve matérielle vérifiée par une analyse d'ADN, la plupart des scientifiques considèrent l'almasty comme une expression du folklore populaire, au même titre que le yéti, le sasquatch et autres cryptides anthropomorphes. Des analyses de l'ADN de poils attribués à l'almasty, ramenés par Heuvelmans, se sont avérés provenir de divers animaux communs (deux ours bruns, un ours noir, une vache, trois chevaux et un raton laveur).

## Caractéristiques
D'après les témoignages recueillis par Marie-Jeanne Koffman dans le Caucase, les almastys seraient poilus sur tout le corps, sauf sur le visage. Ils se déplaceraient en groupes et les différents récits mentionnent des individus mâles, femelles et des jeunes. Ils seraient omnivores mais avec une prédominance végétarienne, se satisfaisant de peu de nourriture. 
Ils éviteraient l'Homme mais seraient inoffensifs voire peu farouches dans certaines régions. il existe des témoignages sur des almastys volant ou mendiant de la nourriture aux humains, s'asseyant près de feux, entrant dans des maisons, voire apprivoisés. Sur ces derniers points un rapprochement peut être fait avec le légendaire domovoi de Russie. 
Plusieurs témoignages font état d'almastys tués par des chiens, qu'ils redouteraient énormément,.
Il ressort également des témoignages que ces humains sauvages auraient une vision nocturne semblable à celle des grands fauves prédateurs. En effet, des reflets de couleur pourpre ont été remarqués dans les yeux d'humains sauvages lors de rencontres entre bergers caucasiens et ces créatures. Des témoignages ont décrit l'iris des yeux de ces créatures de couleur rouge ou jaune doré ; seuls les animaux ayant une vision nocturne ont l'iris des globes oculaires de cette teinte. Les témoins affirment qu'ils entreraient en hiver dans une sorte d'état de torpeur.
D'après les témoignages recueillis par Marie-Jeanne Koffmann « Il semblerait que l'espèce fossile du Caucase appartienne soit au phylum humain, soit à une ligne parallèle et voisine. Cependant, dans l'état actuel des recherches, le respect de la rigueur scientifique ne permet pas d'établir un diagnostic ». D'autres cryptozoologues comme Boris Porchnev et Bernard Heuvelmans pensaient que l'almasty et les autres hommes sauvages signalés en Asie formeraient une seule espèce encore inconnue d'hominien, l'homme pongoïde, qui serait apparentée aux Néandertaliens. Cependant les témoignages sur l'almasty ne correspondent pas avec l'apparence de l'homme de Néandertal selon les récentes découvertes scientifiques.

## Zana
Au milieu du XIXe siècle, une « femelle Abnauaiu »  (un nom abkhaze désignant l'almasty) aurait été capturée, selon les différentes versions, soit dans les forêts près du mont Zaadan, soit sur la côte de la région d'Otchamtchiré, soit en Adjarie. Elle aurait été appelée Zana qui viendrait du géorgien Zangi qui signifierait « Nègre ». Zana serait devenue la propriété de D. M. Atchba, un seigneur local, puis d'Edghi Ghenaba, un autre noble, qui l'aurait envoyée au village de Tkhina, sur la rivière Mokva, à 78 km de Soukhoumi. Zana se comportait d'abord comme une bête sauvage selon les témoins, puis fut apprivoisée. Sa peau était noire et recouverte de poils rougeâtres ou noirs, notamment sur le bas de son corps, mais ceux-ci étaient absents sur ses pieds, et courts et épars son visage. Ses cheveux, mats et épais formaient comme une papakha retombant sur son dos. En certains endroits, les poils auraient été longs comme la paume d'une main, mais peu épais. Elle ne pouvait émettre de sons articulés, ses jambes étaient d'une forme étrange, et le gros orteil était plus opposable que les autres. Le visage de Zana, s'avançant « comme un museau » était large, avec des pommettes proéminentes, un nez plat avec de larges narines, et la nuque en avant. Zana était aussi de très grande taille (au moins 1,85 mètre selon les témoins de l'époque). 
Zana a été victime de nombreux mauvais traitements. Elle fut forcée d'accomplir des travaux domestiques et d'autres sortes. Enfermée dans une cage durant ses premières années dans le village, elle y fut régulièrement servie en alcool et elle fut rapidement atteinte d'alcoolisme. Lorsqu'elle était ivre, son maitre, mais aussi des hommes du village vinrent souvent abuser d'elle sexuellement. Zana a ainsi donné naissance à plusieurs enfants de pères inconnus. Ses deux premiers enfants décédèrent en très bas âge car elle les trempait dans une rivière à l'eau très froide pour les laver. Pour sauver les enfants suivants, il fut convenu que des femmes du village en prendraient soin. Les enfants de Zana lui ont donc été arrachés et ont grandi loin d'elle. Tous ont été réputés pour leur force physique, leur peau sombre, et vécurent normalement, ayant eux-mêmes ensuite des enfants. Ils n'avaient en revanche pas la peau poilue de leur mère. Zana aurait été enterrée vers 1890 à Tkhina, mais les quelques personnes âgées (dont un membre de la famille Ghenaba) qui fournirent une grande partie des témoignages dans les années 1960 furent incapables de trouver l'emplacement de sa tombe. Le corps de Khvit, le plus jeune enfant de Zana, mort en 1954, fut exhumé, et analysé en 1971. Ce n'est qu'au début des années 1980 que le corps d'une femme considéré comme celui de Zana fut trouvé.
Le généticien Bryan Sykes, a affirmé Zana serait une Homo sapiens, et descendrait d'une population qui aurait quitté l'Afrique et se serait installée dans le Caucase il y a 100 000 ans. Ces origines africaines sont confirmées par une nouvelle analyse ADN publiée en 2021. L'analyse prouve que les restes ont été attribués à raison à Zana, que Khvit est son fils, et que son ADN est proche de celui des peuples de l'Afrique de l'Ouest et surtout de l'est (les auteurs de l'article n'ont en revanche pas pu déterminer si Zana descend d'un métissage entre Dinkas et Yorubas, ou entre Luyias et Luos). En revanche, ses origines africaines sont beaucoup plus récentes, Zana ou ses ancêtres ont vraisemblablement été victimes de la traite négrière vers l'Empire ottoman, qui a duré jusqu'au xixe siècle.
La grande force et l'apparence plus qu'étrange de Zana, probablement atteinte d'hypertrichose et de problèmes mentaux, expliquent pourquoi elle fut considérée comme une almasty. Les récits sur la puissance physique de Zana (elle aurait battu un cheval à la course, remonté un fleuve à contre-courant sans se fatiguer) sont peut-être aussi des récits intentionnellement répandus pour asseoir sa supposée identité de non-humaine, afin de justifier les traitements dégradants qu'elle a reçus.

## Expéditions scientifiques
La rumeur de l'existence de l'almasty fut tellement persistante qu'une expédition scientifique franco-russe fut organisée pour le rechercher, sans succès. L'expédition fut organisée par Marie-Jeanne Koffmann, chirurgienne à Moscou et présidente de l'Association de Cryptozoologie de Russie. La mission fut notamment cautionnée par Yves Coppens, professeur au Collège de France, qui la présenta sur TF1 au cours d'une émission de Patrick Sabatier. Au cours des expéditions qu'elle fit dans le Caucase, Marie-Jeanne Koffmann recueillit plus de 500 témoignages visuels, présentés dans la revue Archéologia,.

## Le mythe de l’homme des bois
Pour Jean-Paul Demoule, dans le Caucase « (…) l’“Homme-des-Bois” est une tradition vivace et fort ancienne – comme elle l’est dans beaucoup d’autres régions du monde, du Yéti himalayen au Sasquatsch des Indiens nord-américains. (…) Mythe caucasien, l’Almasty est aussi un mythe scientifique : il correspond à la vision “primitiviste” qu'avaient de l’homme préhistorique les préhistoriens du siècle dernier, et a peu à voir avec les sociétés déjà très élaborées des Néandertaliens véridiques ».
Le scientifique David L Roberts, expert en espèces disparues à l'Université du Kent, pense qu'une éventuelle existence d'un hominidé ou d'un primate de grande taille dans cette région est très peu probable: 

« Ce n'est pas pour dire que nous n'avons pas eu de découvertes étonnantes durant le dernier siècle et au cours de celui-ci […] Mais on a tendance à trouver des espèces de grandes tailles en premier parce qu'elles sont plus faciles à trouver -il a été difficile pour elles de se cacher. On les trouve aussi plus vite dans les latitudes du nord que dans celles du sud, parce que c'est là que le nombre de scientifiques taxonomistes est le plus important —donc il y a certaines caractéristiques qui correspondent avec une découverte précoce.
Ainsi trouver de larges hominidés vivant dans les États-Unis ou même dans le Caucase est très improbable.” »